# Costa Ricaans voetbalelftal (vrouwen)
Het Costa Ricaans vrouwenvoetbalelftal is een voetbalteam dat uitkomt voor Costa Rica bij internationale wedstrijden, zoals de CONCACAF Gold Cup voor vrouwen. Het land wist zich door een tweede plaats bij de Gold Cup in 2014 voor de eerste keer te plaatsen voor het WK voor vrouwen dat in 2015 in Canada werd gehouden.

## Prestaties op eindronden

### Wereldkampioenschap
| Jaar   | Resultaat           | Wed                 | W                   | G                   | V                   | DV                  | DT                  |
| ------ | ------------------- | ------------------- | ------------------- | ------------------- | ------------------- | ------------------- | ------------------- |
| 1991   | Niet gekwalificeerd | Niet gekwalificeerd | Niet gekwalificeerd | Niet gekwalificeerd | Niet gekwalificeerd | Niet gekwalificeerd | Niet gekwalificeerd |
| 1995   | Niet gekwalificeerd | Niet gekwalificeerd | Niet gekwalificeerd | Niet gekwalificeerd | Niet gekwalificeerd | Niet gekwalificeerd | Niet gekwalificeerd |
| 1999   | Niet gekwalificeerd | Niet gekwalificeerd | Niet gekwalificeerd | Niet gekwalificeerd | Niet gekwalificeerd | Niet gekwalificeerd | Niet gekwalificeerd |
| 2003   | Niet gekwalificeerd | Niet gekwalificeerd | Niet gekwalificeerd | Niet gekwalificeerd | Niet gekwalificeerd | Niet gekwalificeerd | Niet gekwalificeerd |
| 2007   | Niet gekwalificeerd | Niet gekwalificeerd | Niet gekwalificeerd | Niet gekwalificeerd | Niet gekwalificeerd | Niet gekwalificeerd | Niet gekwalificeerd |
| 2011   | Niet gekwalificeerd | Niet gekwalificeerd | Niet gekwalificeerd | Niet gekwalificeerd | Niet gekwalificeerd | Niet gekwalificeerd | Niet gekwalificeerd |
| 2015   | Groepsfase          | 3                   | 0                   | 2                   | 1                   | 3                   | 4                   |
| 2019   | Niet gekwalificeerd | Niet gekwalificeerd | Niet gekwalificeerd | Niet gekwalificeerd | Niet gekwalificeerd | Niet gekwalificeerd | Niet gekwalificeerd |
| / 2023 | Groepsfase          | 3                   | 0                   | 0                   | 3                   | 1                   | 8                   |
| Totaal | 2/9                 | 6                   | 0                   | 2                   | 4                   | 4                   | 12                  |

### Olympische Spelen
| Jaar   | Resultaat           | Wed                 | W                   | G                   | V                   | DV                  | DT                  |
| ------ | ------------------- | ------------------- | ------------------- | ------------------- | ------------------- | ------------------- | ------------------- |
| 1996   | Niet gekwalificeerd | Niet gekwalificeerd | Niet gekwalificeerd | Niet gekwalificeerd | Niet gekwalificeerd | Niet gekwalificeerd | Niet gekwalificeerd |
| 2000   | Niet gekwalificeerd | Niet gekwalificeerd | Niet gekwalificeerd | Niet gekwalificeerd | Niet gekwalificeerd | Niet gekwalificeerd | Niet gekwalificeerd |
| 2004   | Niet gekwalificeerd | Niet gekwalificeerd | Niet gekwalificeerd | Niet gekwalificeerd | Niet gekwalificeerd | Niet gekwalificeerd | Niet gekwalificeerd |
| 2008   | Niet gekwalificeerd | Niet gekwalificeerd | Niet gekwalificeerd | Niet gekwalificeerd | Niet gekwalificeerd | Niet gekwalificeerd | Niet gekwalificeerd |
| 2012   | Niet gekwalificeerd | Niet gekwalificeerd | Niet gekwalificeerd | Niet gekwalificeerd | Niet gekwalificeerd | Niet gekwalificeerd | Niet gekwalificeerd |
| 2016   | Niet gekwalificeerd | Niet gekwalificeerd | Niet gekwalificeerd | Niet gekwalificeerd | Niet gekwalificeerd | Niet gekwalificeerd | Niet gekwalificeerd |
| Totaal | 0/6                 | 0                   | 0                   | 0                   | 0                   | 0                   | 0                   |

### CONCACAF
| Jaar   | Resultaat           | Wed                 | W                   | G                   | V                   | DV                  | DT                  |
| ------ | ------------------- | ------------------- | ------------------- | ------------------- | ------------------- | ------------------- | ------------------- |
| 1991   | Groepsfase          | 3                   | 1                   | 0                   | 2                   | 2                   | 11                  |
| 1993   | Niet Deelgenomen    | Niet Deelgenomen    | Niet Deelgenomen    | Niet Deelgenomen    | Niet Deelgenomen    | Niet Deelgenomen    | Niet Deelgenomen    |
| 1994   | Niet Deelgenomen    | Niet Deelgenomen    | Niet Deelgenomen    | Niet Deelgenomen    | Niet Deelgenomen    | Niet Deelgenomen    | Niet Deelgenomen    |
| 1998   | Derde               | 5                   | 3                   | 0                   | 2                   | 11                  | 7                   |
| 2000   | Groepsfase          | 3                   | 0                   | 1                   | 2                   | 2                   | 18                  |
| / 2002 | Vierde              | 5                   | 2                   | 0                   | 3                   | 8                   | 14                  |
| 2006   | Niet gekwalificeerd | Niet gekwalificeerd | Niet gekwalificeerd | Niet gekwalificeerd | Niet gekwalificeerd | Niet gekwalificeerd | Niet gekwalificeerd |
| 2010   | Vierde              | 5                   | 2                   | 0                   | 3                   | 4                   | 11                  |
| 2014   | Tweede              | 5                   | 4                   | 0                   | 1                   | 10                  | 9                   |
| 2018   | Groepsfase          | 3                   | 1                   | 0                   | 2                   | 9                   | 4                   |
| 2022   | Vierde              | 5                   | 2                   | 0                   | 3                   | 7                   | 6                   |
| Totaal | 8/11                | 34                  | 15                  | 1                   | 18                  | 53                  | 80                  |

### Pan-Amerikaanse Spelen
| Jaar   | Resultaat     | Wed           | W             | G             | V             | DV            | DT            |
| ------ | ------------- | ------------- | ------------- | ------------- | ------------- | ------------- | ------------- |
| 1999   | Derde plaats  | 6             | 1             | 1             | 4             | 4             | 17            |
| 2003   | Eerste ronde  | 2             | 0             | 0             | 2             | 2             | 5             |
| 2007   | Geen deelname | Geen deelname | Geen deelname | Geen deelname | Geen deelname | Geen deelname | Geen deelname |
| 2011   | Eerste ronde  | 3             | 0             | 1             | 2             | 5             | 8             |
| 2015   | Eerste ronde  | 3             | 1             | 0             | 2             | 2             | 5             |
| Totaal | 4/5           | 14            | 2             | 2             | 10            | 13            | 35            |

## Selecties

### Wereldkampioenschap 2015
| Doel        |                     |  |  |                          |
| 1           | Dinnia Díaz         |  |  | UD Moravia               |
| 13          | Noelia Bermúdez     |  |  | Deportivo Saprissa       |
| 18          | Yirlania Arroyo     |  |  | NJ/NY Gotham FC          |
| Verdediging |                     |  |  |                          |
| 2           | Gabriela Guillén    |  |  | Deportivo Saprissa       |
| 3           | Emilie Valenciano   |  |  | LD Alajuelense           |
| 4           | Mariana Benavides   |  |  | Club Sport Herediano     |
| 5           | Diana Sáenz         |  |  | USF Bulls                |
| 6           | Carol Sánchez       |  |  | UD Moravia               |
| 8           | Daniela Cruz        |  |  | Deportivo Saprissa       |
| 12          | Lixy Rodríguez      |  |  | LD Alajuelense           |
| 19          | Fabiola Sánchez     |  |  | Methodist Redhawks       |
| 22          | María Coto          |  |  | LD Alajuelense           |
| Middenveld  |                     |  |  |                          |
| 10          | Shirley Cruz        |  |  | Paris Saint-Germain FC   |
| 15          | Cristin Granados    |  |  | Deportivo Saprissa       |
| 16          | Katherine Alvarado  |  |  | Deportivo Saprissa       |
| 23          | Gloriana Villalobos |  |  | Deportivo Saprissa       |
| Aanval      |                     |  |  |                          |
| 7           | Melissa Herrera     |  |  | Deportivo Saprissa       |
| 9           | Carolina Venegas    |  |  | Deportivo Saprissa       |
| 11          | Raquel Rodríguez    |  |  | Penn State Nittany Lions |
| 14          | María Barrantes     |  |  | UD Moravia               |
| 17          | Karla Villalobos    |  |  | Club Sport Herediano     |
| 20          | Wendy Acosta        |  |  | UD Moravia               |
| 21          | Adriana Venegas     |  |  | Club Sport Herediano     |

FEDEFUTBOL · A-internationals · Selecties · Bondscoaches · Costa Ricaans vrouwenelftal · Costa Rica U21 · Costa Rica U20 · Costa Rica U19 · Costa Rica U18 · Costa Rica U17
1920 – 1949 ·
1950 – 1969 ·
1970 – 1979 ·
1980 – 1989 ·
1990 – 1999 ·
2000 – 2009 ·
2010 – 2019 ·
2020 − 2029
Copa América 1997 · 
Copa América 2001 · 
Copa América 2004 · 
Copa América 2011 · 
Copa América 2016
WK 1990 · 
WK 2002 · 
WK 2006 · 
WK 2014 · 
WK 2018
OS 1980 · 
OS 1984 · 
OS 2004
1921 · 
1922–1929 · 
1930 · 
1931–1934 · 
1935 · 
1936–1937 · 
1938 · 
1939 · 
1940 · 
1941 · 
1942 · 
1943 · 
1944–1945 · 
1946 · 
1947 · 
1948 · 
1949 · 
1950 · 
1951 · 
1952 · 
1953 · 
1954 · 
1955 · 
1956 · 
1957 · 
1958 · 
1959 · 
1960 · 
1961 · 
1962 · 
1963 · 
1964 · 
1965 · 
1966 · 
1967 · 
1968 · 
1969 · 
1970 · 
1971 · 
1972 · 
1973 · 
1974–1975 · 
1976 · 
1977–1978 · 
1979 · 
1980 · 
1981–1982 · 
1983 · 
1984 · 
1985 · 
1986 · 
1987 · 
1988 · 
1989 · 
1990 · 
1991 · 
1992 · 
1993 · 
1994 · 
1995 · 
1996 · 
1997 · 
1998 · 
1999 · 
2000 · 
2001 · 
2002 · 
2003 · 
2004 · 
2005 · 
2006 · 
2007 · 
2008 · 
2009 · 
2010 · 
2011 · 
2012 · 
2013 · 
2014 · 
2015 · 
2016 · 
2017 ·
2018 ·
2019 ·
2020 ·
2021 ·
2022 ·
2023 ·
2024
Argentinië ·
Aruba ·
Australië ·
Barbados ·
België ·
Belize ·
Bermuda ·
Bolivia ·
Bosnië en Herzegovina ·
Brazilië ·
Canada ·
Chili ·
China ·
Colombia ·
Cuba ·
Curaçao ·
Dominicaanse Republiek ·
Duitsland ·
Ecuador ·
El Salvador ·
Engeland ·
Finland ·
Frankrijk ·
Grenada ·
Griekenland ·
Guatemala ·
Guyana ·
Haïti ·
Honduras ·
Hongarije ·
Ierland ·
Iran ·
Italië ·
Jamaica ·
Japan ·
Joegoslavië ·
Kameroen ·
Marokko ·
Mexico ·
Nederland ·
Nederlandse Antillen ·
Nicaragua ·
Nieuw-Zeeland ·
Nigeria ·
Noord-Ierland ·
Noorwegen ·
Oekraïne ·
Oezbekistan ·
Oman ·
Oostenrijk ·
Panama ·
Paraguay ·
Peru ·
Polen ·
Puerto Rico ·
Qatar ·
Rusland ·
Saint Kitts en Nevis ·
Saint Vincent en de Grenadines ·
Saoedi-Arabië ·
Schotland ·
Servië ·
Slowakije ·
Sovjet-Unie ·
Spanje ·
Suriname ·
Trinidad en Tobago ·
Tsjechië ·
Tsjecho-Slowakije ·
Tunesië ·
Turkije ·
Uruguay ·
Venezuela ·
Verenigde Arabische Emiraten ·
Verenigde Staten ·
Wales ·
Zuid-Afrika ·
Zuid-Korea ·
Zweden ·
Zwitserland
Brazilië (2018) ·
China (2002) · 
Duitsland (2006) · 
Ecuador (2006) · 
Engeland (2014) · 
Griekenland (2014) · 
Italië (2014) ·
Nederland (2014) · 
Polen (2006) · 
Servië (2018) ·
Spanje (2022) ·
Turkije (2002) · 
Uruguay (2014) ·
Zwitserland (2018)